# Il processo
Il processo (Der Process, Der Proceß, Der Prozeß, Der Prozess) è un romanzo incompiuto di Franz Kafka scritto in tedesco fra il 1914 e il 1915, pubblicato postumo per la prima volta nel 1925. Ritenuta una delle sue migliori opere, esso racconta la storia di Josef K., un uomo arrestato e perseguito dall'autorità senza che venga mai a sapere la natura del suo crimine. Nell'opera è indagata anche la passiva accettazione, da parte degli altri personaggi, dell’ineluttabilità di una giustizia che funziona come un fenomeno fisico, con sue logiche autoreferenziali e insondabili, contro cui a nulla servono la razionalità e la lucidità di Josef K., processato per motivi misteriosi. Chiara è l'influenza di Dostoevskij - che Kafka chiamava "parente di sangue" - in particolare dai suoi romanzi Delitto e castigo e I Fratelli Karamazov. Pur lasciandola incompiuta (alcuni capitoli intermedi non vennero ultimati e sopravvivono in forma frammentaria), Kafka scrisse il capitolo finale dell'opera.
Dal libro venne anche tratto un film omonimo nel 1962, diretto da Orson Welles e interpretato da Anthony Perkins e dallo stesso Welles.
Le Monde lo posiziona al 3º posto della classifica dei 100 migliori libri scritti nel ventesimo secolo.

## Storia editoriale
Il romanzo si compone di 10 capitoli, scritti principalmente fra l'agosto del 1914 e il gennaio del 1915, ma riveduti a più riprese da Kafka fino al 1917. Sebbene l'opera sia incompiuta, l'ordine dei capitoli rispecchia le indicazioni dell'autore, e sono presenti sia il capitolo iniziale sia quello finale.
Il manoscritto giunse nel 1920 nelle mani di Max Brod, amico di Kafka, che lo valutò come la più grande opera dello scrittore. Brod esaminò il manoscritto, eseguendo alcune piccole modifiche per compensarne le lacune, e contrariamente alla volontà dell'autore, che desiderava che l'opera fosse bruciata dopo la sua morte, pubblicò il romanzo nel 1925. Come scrisse Bruno Schulz nella prefazione dell'edizione del 1936:

## Stile
In questo romanzo più ancora che nelle altre sue opere, Kafka usa uno stile che serve lo scopo di rendere la narrazione spersonalizzante e angosciosa. I personaggi sono spesso indicati in modo parziale e criptico; dello stesso protagonista non viene mai chiaramente esplicitato il cognome (che rimarrà sempre 'K.'). La trama presenta diverse contraddizioni, che non sono però da attribuirsi all'incompiutezza dell'opera: in effetti, esse sono introdotte ad arte per mettere in dubbio qualsiasi punto di riferimento certo per il lettore e trascinarlo così in una condizione quasi onirica. Tutto ciò conferisce al romanzo un'aura spettrale e inquietante.

## Trama
Il protagonista del romanzo, Josef K., è impiegato come procuratore presso un istituto bancario. Una mattina, due uomini a lui sconosciuti si presentano presso la sua abitazione e lo dichiarano in arresto, senza tuttavia porlo in stato di detenzione. K. scopre così di essere imputato in un processo. Pensando ad un errore, decide di intervenire con tempestività per risolvere quello che ritiene essere uno spiacevole (ma temporaneo) malinteso.
Ben presto, K. si rende conto che il processo intentato nei suoi confronti è effettivamente in corso. K. tenta inizialmente di affrontare la macchina processuale con la logica e il pragmatismo che gli derivano dal suo lavoro presso la banca. Tuttavia né tempi e modalità di svolgimento del processo, né altri aspetti del suo funzionamento, vengono mai pienamente rivelati all'imputato, neppure nel corso della sua deposizione presso il tribunale. A K. non verrà mai comunicato il capo di imputazione che pende su di lui.
Dietro consiglio dello zio, K. affida a un avvocato il mandato di difenderlo. Pur rassicurando K. in merito all'impegno profuso per il suo caso, l'avvocato pare tuttavia procedere con la medesima opacità che è propria del tribunale, mettendo in atto iniziative la cui efficacia K. non è in grado di valutare appieno. K. decide infine di rimuovere il mandato all'avvocato, a dispetto del tentativo di dissuasione da parte dello stesso legale difensore. K. entrerà anche in contatto con un pittore, Titorelli, che sembrerà prodigarsi a suo vantaggio, anche in questo caso però senza effetti tangibili.
Questa rinuncia alla difesa prelude all'epilogo della vicenda. Josef K. viene infatti prelevato da due agenti del tribunale e condotto in una cava, dove viene giustiziato con una coltellata. K. muore in conseguenza di una condanna inflittagli da un tribunale che non lo ha mai informato in merito alla natura delle accuse a suo carico, e che non gli ha mai fornito alcun riferimento per attuare una vera difesa.

### Arresto. Colloquio con la signora Grubach. Arriva la signorina Bürstner
La mattina del suo trentesimo compleanno Josef K., procuratore finanziario in una delle più importanti banche cittadine, si risveglia con la sgradita sorpresa di trovarsi due uomini, a lui del tutto sconosciuti, ad attenderlo nella camera dove risiede in affitto; identificatisi molto laconicamente come agenti di polizia, chiamati rispettivamente Wilhelm e Franz, i due gli fanno chiaramente intendere che la loro intenzione è quella di arrestarlo, comunicandogli altresì che a suo carico sta già venendo imbastito un processo penale.
A Josef K. non viene fornita alcuna indicazione circa la colpa per cui sta per essere messo sotto processo ed i due agenti paiono voler eludere qualunque domanda dell'interessato. Questa situazione viene introdotta fin dal celebre incipit:
Benché sia da considerarsi dunque in stato d'arresto, gli agenti non tentano alcuna azione nei confronti di Josef ma anzi viene lasciato libero di continuare indisturbato con la propria vita di tutti i giorni; può anche recarsi a lavorare in banca come al solito. Frastornato da quest'improvviso avvenimento, il protagonista, dicendosi sicuro che tutta la faccenda sia soltanto un enorme e madornale malinteso, decide di intervenire il prima possibile per cercare di chiarire, pur nell'estrema opacità della situazione, la sua assoluta estraneità a qualunque crimine che gli si contesti. 
Quella sera stessa, al ritorno dal lavoro, parla della faccenda con la sua affittuaria, la signora Grubach, che quella mattina aveva fatto accomodare i due agenti in camera sua mentre era ancora addormentato. La padrona di casa, giustificatasi per averli fatti entrare senza avvisarlo, tende però a sminuire la cosa e lo rassicura infatti sulla gravità dell'arresto:
In cerca d'un po' di compagnia e sostegno morale, va quindi a far visita alla vicina, la signorina Bürstner; al termine della conversazione - in cui ha ricostruito per filo e per segno la scena dell'arresto - e dopo essersi ripetutamente scusato per l'intrusione in camera sua, Josef improvvisamente si lascia trasportare dai propri sentimenti e la bacia.

### Capitolo 2 - Primo interrogatorio
Ricevuta una telefonata che lo convoca espressamente davanti alla corte per la domenica seguente, Josef K. si reca - ancora abbastanza fiducioso nella sua perfetta estraneità davanti ad ogni fatto imputatogli - alla prima udienza del processo intentatogli. Seguendo l'indirizzo che gli è stato consegnato si ritrova in un quartiere della periferia, abitato da famiglie povere: gli edifici presentano lo stesso identico aspetto dismesso ed egli fatica un po' a trovare la sede del tribunale. Quando riesce infine ad individuarne il palazzo preposto, scopre che l'aula di tribunale è alloggiata nella squallida soffitta dell'ultimo piano; qui incontra il giudice istruttore, che lo sta attendendo nell'aula gremita fino all'inverosimile.
Josef, anche se non ha ancora la più pallida idea di che cosa sia stato accusato, si lancia prontamente in un'appassionata ed accalorata arringa difensiva, arrivando ad attaccare anche il malfunzionamento della burocrazia giudiziaria. Fa così un lungo discorso in cui arriva a denigrare l'intera validità processuale, inclusi gli agenti che lo hanno così arbitrariamente dichiarato in arresto, accusandoli oltretutto d'essersi strafogati la sua colazione e d'averlo derubato d'alcuni capi di biancheria intima. Durante la lunga autodifesa, la moglie dell'usciere si trova occupata in un angolo buio in un'impegnativa attività sessuale con uno sconosciuto, il tutto però nella più assoluta indifferenza generale. Conclusa l'arringa, Josef si ritira dall'aula senza che alcuno dica alcunché.

### Nella sala delle udienze deserte. Lo studente. Le cancellerie
La settimana dopo, Josef K. decide di tornare in tribunale, volendo avervi un altro colloquio con la corte pur non essendo stato riconvocato, ma al suo arrivo ritrova l'aula spoglia e deserta, oltreché sporca. Imbattendosi nella moglie dell'usciere, Josef attacca a parlarle, mostrandosi baldanzoso e sicuro di sé e confidandole di non prendere seriamente né il processo né tantomeno la minaccia di un'eventuale condanna.
La donna è molto affascinante e tenta di sedurlo mostrandogli le gambe ed un accenno di biancheria intima; in cambio della sua compagnia si offre d'aiutarlo, dandogli informazioni e notizie fresche sulla propria causa al processo, ma uno studente che ha improvvisamente fatto irruzione finisce per portarsela via.
K. incontra poi l'usciere, che comincia subito a lamentarsi di come tutti trattino e s'approfittino della moglie, invitando poi K. a ribellarsi al suo posto; lo trascina dunque a visitare la cancelleria distrettuale situata nel sottotetto senz'aria del grigio casamento. Qui il protagonista incontra un imputato il quale, non credendo sia anche lui un accusato, lo strattona fino a spingerlo via, pensando che Josef non voglia altro che rubargli il posto in fila che è suo di diritto. Una ragazza poi, accompagnata ad un uomo che lei gli presenta semplicemente come "Informatore", lo aiuta infine a ritrovare l'uscita.

### L'amica della signorina Bürstner
Tornato a casa s'intrattiene, dopo un veloce scambio di convenevoli, in una conversazione su questa sua traversia legale con la signorina Montag, altra giovane affittuaria che divide la stanza con la Bürstner, ma mentre le sta parlando accoratamente del proprio caso sente attraverso le sottili pareti qualcuno muoversi assieme alla vicina nella camera a fianco: Josef a questo punto sospetta che la Bürstner lo stia facendo apposta per impedirgli di raccontar fino alla fine la propria storia. Poco dopo anche un altro inquilino, Lanz, s'intromette facendogli così perdere il filo del discorso. Sembrano quasi che siano in combutta contro di lui.

### Il bastonatore
Durante una normale giornata di lavoro in banca, Josef K. sente dei lamenti provenire da uno dei ripostigli/magazzini dell'ufficio: aperta con decisione la porta scopre che un picchiatore sta per prendere a frustate i due ufficiali che gli avevano notificato l'arresto. Viene a sapere che questa è una punizione del tribunale per i piccoli crimini di cui li aveva accusati Josef nella sua arringa. Alla vista di quel triste spettacolo, Josef, mosso a compassione, ma anche preoccupato che la loro presenza sveli a tutti i suoi colleghi la sua spiacevole vicenda giudiziaria, cerca di dissuadere il picchiatore dal suo compito ma senza riuscirci. La stessa scena si ripete la sera successiva: aprendo la porta il protagonista si trova di fronte i tre uomini ma stavolta, richiudendo la porta, chiede disinvoltamente agli inservienti di dare una pulita nel magazzino imbrattato dal sangue dei due.

### Lo zio. Leni
Il giovane protagonista riceve poi la visita dello zio, che ha saputo del processo. Durante il lungo colloquio che ne segue, questi, afflitto e preoccupato per la difficile situazione in cui s'è venuto a trovare il nipote, lo invita a rivolgersi ad un noto ed apprezzato "avvocato dei poveri" suo amico, di nome Huld; nel contempo gli consiglia vivamente di non prendere troppo alla leggera, come sembra abbia fatto finora, l'accusa che gli è stata rivolta dal tribunale.
Josef K. segue il consiglio dello zio e nello studio di Huld conosce una certa Leni, sua assistente nonché infermiera personale (e, sospetta, forse anche sua amante), che lo prende immediatamente in simpatia e gli consiglia, mentre in qualche modo non esita un attimo a corteggiarlo, di essere in generale un po' meno intransigente. Finisce che i due si baciano.
Durante la discussione col legale diventa sempre più chiaro come questo processo sia differente da qualsiasi altro regolare procedimento giudiziario: la colpa presunta è data tutta alla burocrazia che lo gestisce, la quale è molto ampia e con molteplici livelli e mantiene segrete le regole della corte oltre all'identità dei giudici. L'avvocato può preparargli una difesa ma, dal momento che l'accusa è sconosciuta, l'impresa potrebbe rivelarsi alquanto ardua; per giunta asserisce che le difese da lui inviate non è detto che vengano poi effettivamente lette da qualcuno al tribunale.
Josef capisce che il lavoro di Huld è quello di affrontare e star dietro ai potenti funzionari del tribunale che operano dietro le quinte; è davvero un lavoro molto duro. Mentre stanno ancora discorrendo, il legale rivela che il capo della cancelleria del tribunale si trova proprio in quel momento nascosto ad origliare in un angolo della grande stanza in cui si trovano loro. Chiamato in causa questi esce per partecipar alla conversazione ma, proprio in quel preciso istante, Josef viene trascinato da Leni in un'altra stanza; qui anche lei s'offre d'aiutarlo ed i due hanno poi un rapporto sessuale. All'uscita, Josef trova lo zio visibilmente arrabbiato, poiché a suo dire il fatto che se ne sia andato proprio nell'instante in cui entrava in scena il capocancelliere risulta come una grave mancanza di rispetto che potrebbe nuocere gravemente al suo caso.

### L'avvocato. L'industriale. Il pittore
Josef K. torna più volte a far visita al proprio avvocato, che lo ragguaglia via via sul funzionamento del tribunale. Da Huld egli viene anche a sapere che lui stesso dovrà scrivere una memoria personale da presentare al tribunale. Ma più parla con l'avvocato e più le cose sembrano mettersi per il verso sbagliato: Huld infatti lo informa di come la sua situazione si riveli esser giorno dopo giorno sempre più disastrosa, pur senza fornirgli mai delle vere e proprie spiegazioni.
S'abbandona poi nel raccontargli le numerose altre volte in cui ha raccolto la difesa di altri clienti disperati e di come li abbia aiutati grazie anche alle sue molteplici conoscenze, di cui si fa gran vanto. Intanto però la memoria difensiva sembra non esser mai pronta.
Frattanto il lavoro in banca per Josef si fa sempre più difficoltoso e comincia a scadere di qualità, consumato com'è dalla preoccupazione circa il suo caso. Un giorno riceve la visita di un industriale, uno dei maggiori clienti della banca in cui lavora: venuto a sapere delle difficoltà a cui sta andando incontro gli offre il proprio aiuto mandandolo da un amico pittore, un certo "Titorelli". Questi potrà certamente dargli buoni consigli, in quanto ha estese ed approfondite conoscenze con la corte.
Josef va quindi a trovare il pittore, che abita nel solaio di un palazzo che si trova in un quartiere sul lato opposto della città rispetto al luogo dov'è situato il tribunale: mentre sta salendo i gradini d'ingresso s'imbatte in tre ragazze appena adolescenti che iniziano a schernirlo e a prenderlo in giro sessualmente. Titorelli si rivela essere il pittore ufficiale del tribunale, il ritrattista dei membri dell'intera corte - un "titolo" che ha ereditato dal padre - ed ha pertanto una profonda comprensione del processo.
Josef viene quindi a sapere che, per quanto ne sappia il pittore, in merito al tipo di processo in cui è sottoposto non s'è mai verificato il caso d'una assoluzione: quando Josef dichiara a gran voce di essere innocente, Titorelli risponde che quando il tribunale si avvia, difficilmente recede dalle accuse mosse all'imputato: nessuno è mai innocente.
Il pittore spiega quindi al giovane che le sue opzioni, ora come ora, sono: ottenere un verdetto d'innocenza provvisoria da un tribunale di grado inferiore, che può però esser ribaltata in qualsiasi momento dai livelli più elevati della corte giudiziaria (e che porterebbe, nel qual caso, alla ripresa immediata del processo); oppure cercare d'ingraziarsi i giudici di più basso livello così da mantener immobile la sua causa.
Spiegatagli così per bene tutta la situazione Titorelli lo fa uscire infine da una porticina di servizio, in quanto le ragazzine di prima stanno bloccando la porta d'ingresso, sbarrandogli la strada. Non appena ha oltrepassato l'uscio, il giovane si ritrova immerso in un dedalo labirintico che presto riconosce esser quello degli uffici del tribunale, dall'aspetto oppressivo e soffocante.

### Il commerciante Block. Licenziamento dell'avvocato
Josef torna da Huld per rinunciare ufficialmente al suo aiuto, avendo deciso sulla scorta dei consigli datigli dal pittore di riprender il pieno controllo della sua pratica. Nello studio dell'avvocato s'imbatte in Block, un cliente di Huld che gli si mostra all'apparenza come un individuo remissivo ed oppresso: il suo caso infatti va avanti da ben cinque anni e, da imprenditore di successo che era, è passato ormai ad uno stato di quasi bancarotta.
L'uomo s'è così ridotto ad esser praticamente dipendente nei confronti di Huld e Leni, con la quale sembra pure coltivare una specie di relazione sessuale; Josef, infatti, l'incontra proprio mentre pare che questi si stia intrattenendo con la ragazza, tanto da ritrovarsi a fare una piccola scenata di gelosia per aver trovato l'uomo in maniche di camicia. Block gli descrive per filo e per segno tutta la propria esperienza in fatto di processi, dicendo che gli imputati tendono a diventare superstiziosi e ad isolarsi dal resto del mondo. K. ha poi modo di farsi ricevere dall'avvocato ma la discussione tra i due, durante la quale l'avvocato si fa persino beffe di Block, che definisce sprezzantemente "un cagnolino", s'interrompe bruscamente ed il capitolo è ritenuto perciò incompiuto.

### Nel duomo
La banca chiede a Josef di accompagnare in un giro della città un facoltoso cliente italiano appena giunto per affari, mostrandogli i maggiori siti d'interesse culturali e fargli insomma da cicerone. Il cliente però non pare aver molto tempo libero a disposizione e perciò chiede a Josef di condurlo solo al duomo; si danno appuntamento lì per una cert'ora ma, quando Josef arriva all'orario stabilito, il cliente non si presenta.
Tanto per ingannar il tempo, Josef entra nella grande chiesa, che risulta in quel momento esser completamente vuota tranne che per una vecchia ed un officiante; nota che il sacerdote sembra si sta preparando a dare un sermone da uno dei piccoli pulpiti secondari a lato della navata. Josef comincia poi ad allontanarsi per timore che il prete inizi a parlare e che quindi lui si trovi costretto a rimanere fino al termine della celebrazione.
Ma, invece di fare una predica, ad un certo punto il sacerdote lo chiama per nome a gran voce dal pulpito. Avvicinatosi, il religioso lo rimprovera di certi suoi atteggiamenti, soprattutto riferiti alle donne; Josef gli chiede di scendere ma in quel momento ecco che due uomini entrano in chiesa. In realtà il sacerdote lavora per la corte del tribunale come cappellano del carcere, per cui dice a Josef di sapere tutto del suo processo.
Le parole del cappellano, che espone in una specie di parabola sulla giustizia (un brano in realtà scritto dall'autore precedentemente alla composizione del romanzo ed intitolato Davanti alla legge), sembrano avere lo scopo di preparare Josef K. al peggio.
I due si mettono poi a discutere della corretta interpretazione da dare alla parabola, ma il prete conclude che il racconto, da lui definito peraltro parecchio antico, vi ha visto avvicendarvi nella sua analisi critica tantissimi funzionari della corte, ognuno dei quali è giunto ad una diversa conclusione.

### La fine
Josef si viene infine a trovare alla vigilia del suo trentunesimo compleanno. Due signori si presentano davanti alla porta della sua camera e lo prelevano senza dargli spiegazioni. Egli stesso d'altronde offre ben poca resistenza, capendo che sono gli esecutori della sentenza a cui il tribunale è in qualche modo giunto infine ad emettere. I due lo prendono sottobraccio e lo portano, dopo aver attraversato a piedi quasi l'intera città, ad una cava di pietra.
Adagiano Josef dentro una buca, dopodiché uno dei due estrae un coltello da macellaio a doppio taglio. Mentre dà il suo ultimo sguardo alla vita, Josef K. scorge un uomo che si sta sporgendo da una finestra, alla cui vista viene colto da un moto di stizza al pensiero d'essere visto mentre sarà giustiziato. Viene accoltellato al cuore due volte, mentre pronuncia le sue ultime parole:
Il romanzo si conclude così con la morte del protagonista: l'esecuzione del colpevole è stata eseguita.

### Appendice: Capitoli incompiuti
Sono inoltre presenti in appendice all'epilogo del libro diversi frammenti sparsi, dalla lunghezza variabile, consistenti in una visita ad Elsa (personaggio di cui parla per gelosia Leni), una alla madre del protagonista ed al procuratore Hasterer, nonché delle pagine ulteriori con Titorelli e con il vicedirettore della banca.
1. Da Elsa
2. Dalla madre
3. Il pubblico ministero
4. La casa
5. La lotta col vicedirettore
6. Frammento

## Personaggi
- Josef K.

Protagonista trentenne, impiegato di banca. Con lo stesso nome è chiamato anche il protagonista de Il castello, altro romanzo postumo dell'autore, ma fra le storie personali dei due non sembra esserci alcuna continuità.
- Signora Grubach

Affittacamere. Proprietaria della casa in cui alloggia Josef; nonostante il suo arresto, tiene sempre il giovane uomo nella più alta considerazione.
- Signorina Bürstner

Altra pensionante della signora Grubach. Cortese, ordinata, sempre puntuale e decisamente seducente; una notte si lascia baciare da Josef, ma poi respinge le sue successive avances.
- Signorina Montag

Dattilografa, scialba, affittuaria che va a dividere la stanza con la signorina Bürstner.
- Capitano Lanz

Nipote della signora Grubach, alto ed abbronzato.
- Anna

Cuoca della signora Grubach.
- Willem e Franz

Guardie del tribunale che portano a Josef la notizia dell'avvenuto arresto.
- Ispettore

Funzionario del tribunale, colui che conduce il procedimento contro Josef.
- Rabensteiner, Kullich e Kaminer

Il primo rigido e impettito, il secondo biondo, il terzo sorride sempre involontariamente. Colleghi impiegati di Josef alla banca nella commissione d'inchiesta. Partecipano all'arresto del protagonista.
- Omino

Un tipo sbuffante che accoglie Josef nell'aula durante la prima udienza.
- Giudice istruttore

Crede inizialmente che Josef sia un imbianchino.
- Moglie dell'usciere

Guardiana della sala udienze, un tipo allegro.
- Berthold

Studente che assiste al tentativo di seduzione della moglie dell'usciere nei confronti di Josef e pare avere una relazione con lei. Agisce sotto gli ordini del giudice istruttore; viene detto che in futuro diverrà un uomo potente.
- Usciere

Un pover'uomo stanco di subire gli affronti altrui.
- Imputato

In attesa la seconda domenica che Josef si presenta al tribunale e con cui avrà un alterco.
- Ragazza

Che offre a Josef una sedia dopo che a questi è venuto un capogiro e che infine lo riaccompagna gentilmente verso l'uscita.
- Informatore

Un uomo elegante che sta assieme alla ragazza, ride del capogiro di Josef.
- Il "Bastonatore"

Indomito e severo, trovato in un ripostiglio della banca in cui lavora Josef a frustare i poveri Franz e Willem accusati di tangenti.
- Fattorini del tribunale

Accorsi alle grida durante l'udienza.
- Karl

Zio di Josef, dal carattere impetuoso e già tutore in passato del giovane. Piccolo proprietario di terreni, si presenta all'avvocato con il nome Albert.
- Huld

Avvocato, amico dello zio di Josef, con capelli lunghi e bianchi; pare esser malato in quanto si trova sempre a letto. Un tipo pomposo e pretenzioso che parla sempre ma pare concludere in definitiva ben poco.
- Leni

Ragazza che lavora come domestica e infermiera dell'avvocato Huld, forse anche sua amante, nonché amante di alcuni tra i suoi clienti.
- Direttore della cancelleria

Un vecchio che sta nascosto al buio nella stanza dell'avvocato.
- Albert

Direttore all'ufficio del tribunale, conoscente di Huld.
- Rudi Block

Un commerciante di granaglie, piccolo, magrolino, segaligno, con una grande barba. Un altro degli accusati dal tribunale e cliente a sua volta di Huld. Il suo caso si trascina oramai da più di cinque anni: tutto il tempo che dispone, energia e risorse finanziarie sono dedicate alla causa. Anche se ha assunto altri cinque avvocati, rimane completamente e pateticamente asservito a Huld.
- Vicepresidente

Superiore di Josef. Un tipo untuoso che tenta subito di avvantaggiarsi dalle difficoltà in cui incorre il sottoposto.
- Presidente

Direttore della banca. Una figura malaticcia; ha una buona opinione di Josef con cui si è sempre trovato bene.
- Elsa

Una ragazza alta e robusta, amante di Josef K.
- Industriale

Un ometto vivace, cliente della banca dove lavora K. Sentito parlare del caso di Josef, gli consiglia di andare a trovare Titorelli, un pittore che conosce molto bene come funziona il sistema giudiziario.
- Titorelli

Nome d'arte del pittore e ritrattista giudiziario. Ha ereditato la propria posizione dal padre
- Gobbetta

Una monella indecente, in mezzo ad altre, nel palazzo dove abita il pittore Titorelli.
- Corrispondente italiano

Cliente della banca che K. è incaricato di guidare in giro per la città, ha folti baffi corvini.
- Prete

Dal viso glabro e scuro, cappellano delle carceri che Josef incontra all'interno del duomo poco prima della sua condanna a morte.
- Sagrestano

Un vecchio malandato e claudicante.
- Due signori

Pallidi e grassi, con la pappagorgia, il cilindro e un coltello da macellaio.
- Madre

Vecchia, esageratamente religiosa.
- Hasterer

Amico procuratore.

## Nella cultura di massa
Il processo ha esercitato una profonda influenza sulla storia della letteratura e sulla cultura in genere. L'uso dell'aggettivo kafkiano è entrato nell'uso comune per riferirsi a situazioni assurde, paradossali e angoscianti: 
- Per esempio, la descrizione del tribunale e di un sistema giudiziario distopico, in cui la burocrazia è tanto impietosa quanto cieca e imprevedibile, sono stati ripresi in molte opere successive come, nel film Brazil di Terry Gilliam;
- Sono presenti i temi dell'incomunicabilità, della solitudine, dell'angoscia dell'uomo di fronte al mistero della vita e della sua impotenza a trovare la risposta al problema del male;
- Al libro è stato ispirato il film Detenuto in attesa di giudizio con Alberto Sordi;
- Il film di Elio Petri Indagine su un cittadino al di sopra di ogni sospetto, con Gian Maria Volonté, cita la frase del romanzo «Qualunque impressione faccia su di noi, egli è un servo della legge, quindi appartiene alla legge e sfugge al giudizio umano» in un fermo immagine prima dei titoli di coda. Inoltre i temi trattati nella pellicola, come l’impossibilità di opporsi a un sistema giuridico corrotto e autoreferenziale, la dialettica del potere, l’assurdità di come avvengano interrogatori e indagini, sono chiaramente ispirati all’opera di Kafka.

## Edizioni italiane
- trad. di Alberto Spaini, Torino: Frassinelli ("Biblioteca europea" n.6), 1933-1970, pp. 328; Introduzione e cura di Roberto Fertonani, Milano: Mondadori ("Oscar" n.321), 1971-1974; a cura di Amina Pandolfi, Prefazione di Giulio Schiavoni, Bompiani ("Tascabili" n. 559), 1992, pp. 267 ISBN 88-452-1730-2; a cura di Michele Sisto, Santarcangelo di Romagna, Rusconi, 2019; con un saggio di Michele Sisto, Macerata, Quodlibet, 2019, ISBN 978-88-22-90358-7.
- trad. di Ervino Pocar, in Romanzi, Milano: Mondadori ("I Meridiani"), 1969; Introduzione di Claudio Magris, Mondadori ("Oscar Classici" n.11), 1975, pp. 260 ISBN 88-04-30768-4; Oscar Narrativa n.1603, Mondadori; Oscar Classici moderni n.3, Mondadori, 1988.
- trad. di Giorgio Zampa, Milano: Adelphi ("Biblioteca" n. 48), 1973, pp. 315, ISBN 88-459-0365-6; Bergamo, Euroclub, 1980.
- trad. di Primo Levi, Torino: Einaudi ("Scrittori tradotti da scrittori" n. 1), 1983, pp. 250, ISBN 88-06-55855-2
- trad. di Clara Morena, Introduzione di Ferruccio Masini, Milano: Garzanti ("Grandi libri" n. 307), 1984, pp. 217, ISBN 88-11-58307-1
- trad. di Elena Franchetti, Introduzione di Ferruccio Masini, Milano: Rizzoli ("Classici della BUR" n. L 576), 1986, pp. 292, ISBN 88-17-16576-X; Collana Pickwick, Milano, Sperling & Kupfer, 2022, ISBN 978-88-554-4135-3.
- trad. di Angiola Codacci-Pisanelli, La Spezia: Fratelli Melita, 1988, pp. 146, ISBN 88-403-6083-2
- trad. di Giuseppe Landolfi Petrone e Maria Martorelli, Roma: Newton Compton ("GTE n. 45"), 1989, pp. 187, ISBN 978-88-541-2049-5
- trad. di Danila Moro, Bussolengo: Demetra, 1994, pp. 287, ISBN 88-7122-459-0, ISBN 978-88-440-1169-7
- trad. di Rosalba Ferrari, note e schede di Denis Artioli, Milano: La Spiga, 1994, pp. 144, ISBN 978-88-710-0516-4
- trad. di Anita Raja, con uno scritto di Bruno Schulz, Milano: Feltrinelli ("UE" n. 2109), 1995, pp. 238, ISBN 88-07-82109-5
- trad. di Francesco Masci, Torriana, Orsa Maggiore, 1995; Rimini: Guaraldi ("Ennesima"), 1995, pp. 312, ISBN 88-8049-059-1.
- trad. di Lieselotte Longato, Firenze: Giunti ("Biblioteca ideale"), 2006, pp. 309, ISBN 88-09-03379-5; Introduzione di Simone Lenzi, Bussolengo, Demetra, 2019-2024, ISBN 978-88-440-5361-1.
- trad. di Anna Gerratana, a cura di Enrico De Angelis, Roma, Aracne, 2009; Pisa, La Grafica Pisana, 2024.
- trad. di Giada Perini, Firenze: Barbès, 2009, pp. 170, ISBN 978-88-6294-116-7
- trad. di Aldo Busco, Collana Classici Tascabili n.105, Milano: Baldini Castoldi Dalai, 2012, pp. 281, ISBN 978-88-6620-332-2
- trad. di Paola Capriolo, Collana Assonanze, Milano: SE, 2015, pp. 211, ISBN 978-88-67-23140-9
- trad. e cura di Mauro Nervi, in Tutti i romanzi, tutti i racconti e i testi pubblicati in vita, Collezione I Classici della Letteratura Europea, Milano-Firenze, Bompiani, 2023, ISBN 978-88-301-1887-4.
- trad. di Valentina Tortelli, Collana La Cultura, Milano, Il Saggiatore, 2023, ISBN 978-88-428-3252-2
- trad. di Marco Federici Solari, ed. commentata a cura di Reiner Stach, Collezione Kreuzville Aleph, Roma, L'Orma, 2024, ISBN 979-12-547-6103-8.
- trad. di Andreina Lavagetto, ed. critica, Torino, Einaudi, 2025.

## Adattamenti
- Nel 1997 Guido Crepax ha realizzato una versione a fumetti del romanzo.